# Xanthopimpla curvata
Xanthopimpla curvata är en stekelart som beskrevs av André Seyrig 1932. Xanthopimpla curvata ingår i släktet Xanthopimpla och familjen brokparasitsteklar. Inga underarter finns listade i Catalogue of Life.